# Judith Rich Harris
Judith Rich Harris (Brooklyn, 1938. február 10. – Middletown Township, New Jersey, 2018. december 29.) amerikai pszichológus.

## Életrajza
A középiskolát Tucsonban végezte, majd az Arizona Egyetemen folytatta tanulmányait. A diplomáját a Brandeis Egyetemen szerezte meg, summa cum laude minősítéssel. 1961-ben megszerezte a "Pszichológia Mestere" címet.

## Kutatásai
Az 1970-es évek végén a vizuális információ feldolgozás matematikai modelljét alkotta meg, amely alapjául szolgált a pszichológiai szaksajtóban megjelent két cikkéhez.
1995-ben a legnevesebb pszichológiai folyóiratban (Psychological Review) megjelent egy forradalmi hatású cikke, amely Amerika-szerte neves egyetemi professzorok heves ellenállásába ütközött.